# Yance Ford
Yance Ford (* vor 1994 auf Long Island, New York) ist ein US-amerikanischer Filmproduzent und Filmregisseur im Bereich des Dokumentarfilms.

## Leben
Yance Ford wurde als eines von drei Kindern auf Long Island geboren, wuchs dort auf und besuchte das Hamilton College. Seine Mutter Barbara († 2012) war Lehrerin und sein Vater Fahrer der Stadtbahn († 1992 oder 1993), der an den Folgen eines Schlaganfalls starb. Sein Bruder William Jr. wurde im April 1992 im Alter von 24 Jahren erschossen. Dies geschah vor Yance Fords Coming-out als transgender.

## Karriere
Fords Karriere im Filmgeschäft begann bei der von PBS produzierten Dokumentarfilmserie P.O.V., als Serienproduzent. Die Serie ist mit einem Primetime Emmy Award und mehrfach mit  dem News & Documentary Emmy Award ausgezeichnet worden. Yance Ford begann im Jahr 2007 als Filmproduzentin zu arbeiten und wirkte bei dem Dokumentarfilm The Ballad of Esequiel Hernández von Kieran Fitzgerald, wobei Tommy Lee Jones als Off-Sprecher zu hören ist, mit.
Sein Regiedebüt gab Ford bei seinem selbst produzierten Dokumentarfilm Strong Island, welcher auf dem Sundance Film Festival 2017 veröffentlicht wurde. Die Herstellung des Films hat zehn Jahre angedauert und beschäftigt sich mit der Ermordung seines Bruders und den Folgen in seiner Familie, weil der Täter, ein Mechaniker, niemals angeklagt wurde. Als Erzähler ist Yance Ford selbst zu hören. Der Film wurde unter anderem auch auf der 67. Berlinale gezeigt. Der Film erhielt zahlreiche Nominierungen, so auch bei der Oscarverleihung 2018 in der Kategorie „Bester Dokumentarfilm“.
Ende Juni 2018 wurde Ford ein Mitglied der Academy of Motion Picture Arts and Sciences.
Im Jahr 2024 wurde Fords Dokumentarfilm Power in die Sektion Premieres des 40. Filmfestivals von Sundance aufgenommen.

## Filmografie (Auswahl)
- 2007: The Ballad of Esequiel Hernández (Dokumentarfilm)
- 2007: P.O.V. (Fernsehserie, Episode Standing Silent Nation)
- 2017: Strong Island (Dokumentarfilm)
- 2024: Power (Dokumentarfilm)